# Daniel Vickerman
Daniel Vickerman (ur. 4 czerwca 1979 w Kapsztadzie, zm. 18 lutego 2017 w Sydney) – południowoafrykański i australijski rugbysta grający w drugiej linii młyna, seniorski reprezentant Australii, trzykrotny uczestnik Pucharu Świata i jego dwukrotny medalista, dwukrotny medalista mistrzostw świata U-21, zwycięzca Super 12 oraz Pucharu Trzech Narodów.
W 1999 roku zagrał piętnaście spotkań dla Western Province, a z kadrą RPA U-21 zwyciężył w rozegranych w Argentynie mistrzostwach świata. Rok później zajął w tym turnieju trzecie miejsce, tym razem z reprezentacją Australii, do której kwalifikował się ze względu na pochodzenie dziadka.
Mieszkał wówczas w Sydney i występował w klubie Sydney Uni. Wysoka forma zwróciła na niego uwagę trenerów zespołów Super 12, odrzucił jednak południowoafrykańskie oferty związując się trzyletnim kontraktem z Brumbies. Jego zespół w każdym z tych trzech sezonów awansował do fazy play-off triumf odnosząc w edycji 2001. W 2003 roku Vickerman został uznany najlepszym zawodnikiem formacji młyna Brumbies, a w połowie tego roku podpisał umowę z Waratahs przedłużoną w marcu 2005 roku do końca roku 2008. Prócz sezonu 2007, który opuścił z uwagi na rehabilitację po rekonstrukcji ramienia, w pozostałych grał przynajmniej w jedenastu spotkaniach. Z zespołem dotarł do finałów Super 12/14 w edycjach 2005 i 2008, a indywidualnie został uznany najlepszym zawodnikiem formacji młyna Waratahs w sezonach 2004 i 2006, zaś w 2005 roku otrzymał prestiżowy Herald Cup.
Jego pierwszy kontakt z seniorskim poziomem reprezentacyjnym nastąpił w ramach kadry A na początku czerwca 2002 roku, już pod koniec tego miesiąca zadebiutował w pierwszej reprezentacji, zaś w listopadzie zaliczył pierwszy występ w wyjściowej piętnastce. Znalazł się w składzie na Puchar Świata w Rugby 2003, podczas którego zagrał w czterech meczach, a australijska reprezentacja uległa w finale Anglikom. Początkowo wchodził jako rezerwowy za Nathana Sharpe’a lub Justina Harrisona, do wyjściowej piętnastki przebił się w listopadzie 2004 roku i pozostał w niej do roku 2007. W 2006 roku pełnił rolę wicekapitana Wallabies, lecz podobnie jak rok wcześniej jego sezon reprezentacyjny został skrócony przez kontuzję ramienia. Zagrał w czterech spotkaniach Pucharu Świata 2007 i jego trakcie zaliczył swój pięćdziesiąty występ w kadrze. W 2008 roku jego obecność w zespole Robbiego Deansa ograniczyła się do trzech występów z uwagi na kontuzje i operacje.
W styczniu 2008 roku ogłosił, że będzie to jego ostatni sezon w australijskim rugby. Ukończywszy korespondencyjne studia w Królewskim Instytucie Technologii w Melbourne wyjechał do Wielkiej Brytanii i podjął naukę w Hughes Hall na Uniwersytecie Cambridge, a trzyletnie studia ukończył z wyróżnieniem. Dwukrotnie, w latach 2008 i 2009, zagrał w Varsity Match przeciwko drużynie z Oxford, grał także w innych spotkaniach uniwersyteckiego zespołu rugby. W 2009 roku był kapitanem drużyny, a z meczu w 2010 roku wyeliminowała go kontuzja. Utrzymywał formę dzięki indywidualnemu treningowi, kilkukrotnie wystąpił też dla zespołu Northampton Saints. Również w 2009 roku został zaproszony do gry dla Barbarians przeciwko Scarlets i był to jego drugi występ w barwach tej drużyny, gdyż pięć lat wcześniej pojawił się w meczu z All Blacks.
W sierpniu 2010 roku podpisał trzyletni kontrakt z Waratahs otwierając sobie tym samym drogę do powrotu do reprezentacji. Po przybyciu do Australii pojawił się w drugiej połowie czerwca 2011 roku zarówno w barwach Waratahs, jak i University. W kadrze zagrał w połowie lipca przeciwko Samoańczykom, a następnie w dwóch spotkaniach zakończonego triumfem Pucharu Trzech Narodów. Znalazł się w trzydziestoosobowym składzie wytypowanym przez Robbie'ego Deansa na Puchar Świata w Rugby 2011, gdzie wystąpił w pięciu meczach, opuścił mecz z najsłabszą w grupie Rosją z uwagi na uraz nogi, zaś ze zwycięskiego meczu o trzecie miejsce wyeliminowała go seria kontuzji – nogi, ramienia oraz złamany nos. Po tym turnieju przeszedł rekonstrukcję ramienia i planował powrócić do gry w kwietniu 2012 roku, w lutym ogłoszono natomiast, że zmaga się z złamaniem przewlekłym kości piszczelowej prawej nogi. Opuścił zatem cały sezon Super Rugby i wobec braku postępów w rehabilitacji pod koniec sierpnia tego roku ogłosił zakończenie kariery.
Pracował w PwC, a następnie w KPMG i Knight Frank oraz Heathley. Nie stracił jednak kontaktu ze sportem, podjął się bowiem pracy szkoleniowej w Sydney Uni.